# Michèle Le Dœuff

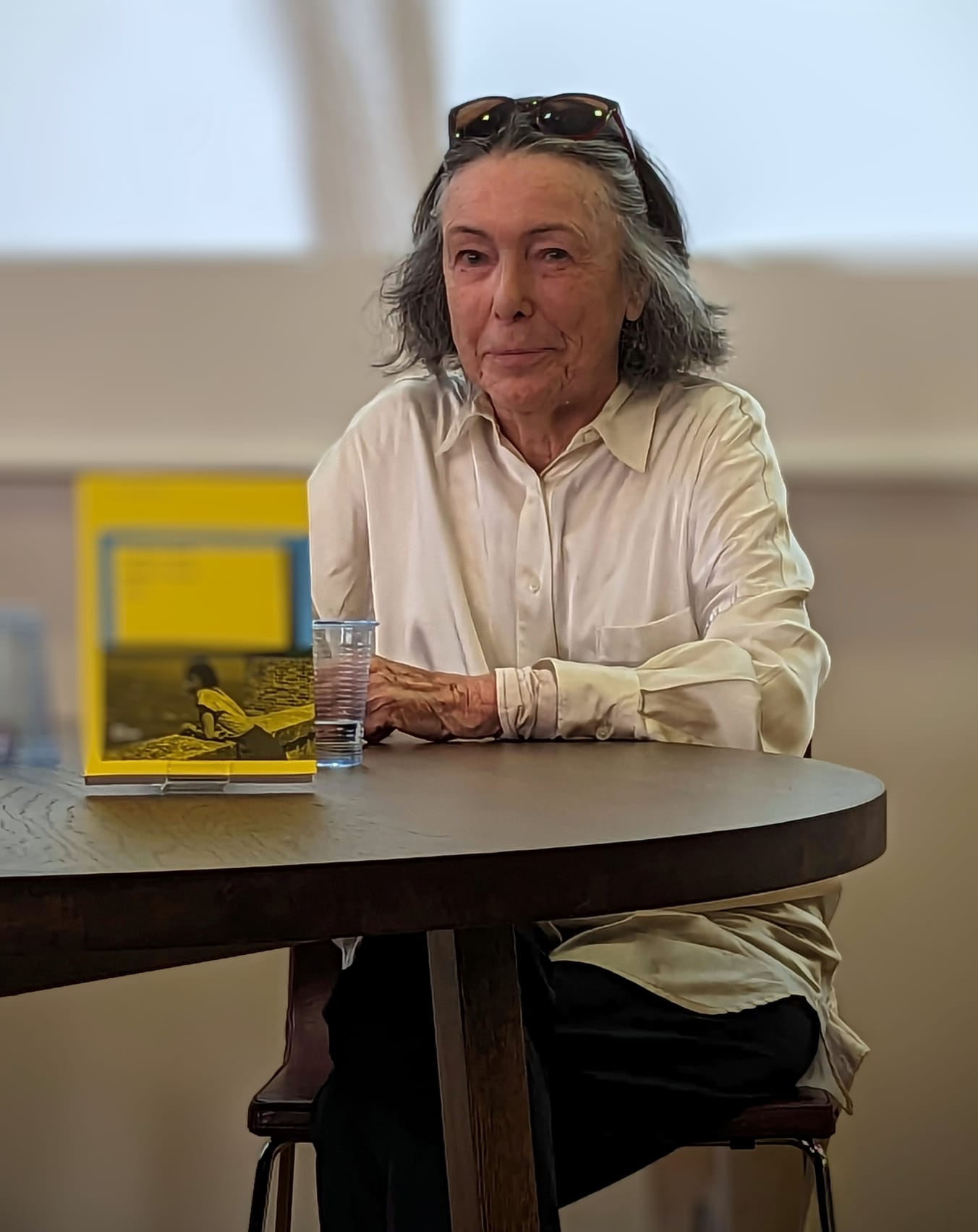
Michèle Le Dœuff

Michèle Le Dœuff (* 1948) ist eine französische Philosophin an der Académie de Toulouse, die sich insbesondere mit der Geschichte der Philosophie und ihrer Beziehung zu Ethik, Utopismus, Feminismus und der Natur des Selbst befasste. 

## Werk
Im 1980 erschienenen Werk Recherches sur l’imaginaire philosophique (deutsch: Das philosophische Imaginäre und der Einsatz von Bildern) untersuchte Michèle Le Dœuff die Rolle von Bildern in philosophischen Texten. Sie zeigte ein Paradox auf: Die Philosophie lehnt Bilder oft ab, da sie als unwichtig oder als Widerspruch zum rationalen Denken gelten. Gleichzeitig nutzt sie jedoch Bilder, um Lücken und Widersprüche in ihren Argumentationen zu verdecken. Le Dœuff plädierte für eine Philosophie, die anerkennt, dass vollständiges Wissen unerreichbar ist, und sich ihrer eigenen Grenzen bewusst bleibt. Mit dekonstruktiven und psychoanalytischen Methoden zeigte sie, wie Bilder zentrale Probleme der philosophischen Theorie lösen helfen.
Ein weiterer Schwerpunkt ihres Werkes war die Rolle der Frauen in der Philosophie. Sie argumentierte, dass Frauen, ähnlich wie das „Denken in Bildern“, historisch als extrinsisch zur Philosophie wahrgenommen wurden, in Wirklichkeit jedoch zentral für ihre Selbstwahrnehmung sind. In Werken wie L’Étude et le rouet (deutsch: Die Studie und das Spinnrad) analysierte sie, wie Frauen in der Philosophie durch patriarchale Strukturen marginalisiert wurden, gleichzeitig aber auch unentbehrlich waren, um die Autorität und Legitimität der Philosophie zu stützen. Le Dœuff machte deutlich, dass Frauenphilosophinnen oft durch Lehrverhältnisse mit männlichen Lehrern Zugang zur Disziplin erhielten, was ihre Rolle auf die einer „Amateurin“ reduzierte. Dies verhinderte oft einen gleichberechtigten Zugang zur Philosophie als institutionalisierter Disziplin.
Le Dœuff sah die Notwendigkeit, die Philosophie von innen heraus zu erneuern. Dabei wich sie von radikalen feministischen Ansätzen wie denen Luce Irigarays ab, die eine revolutionäre Umgestaltung forderten. Stattdessen verfolgte Le Dœuff eine pragmatische Methode und argumentierte für eine kritische, aber gleichzeitig wissenschaftlich fundierte Transformation der Disziplin. Sie forderte, dass die Philosophie ihre eigenen Mythen und blinden Flecken offenlegt und so einen reflektierteren Umgang mit ihren Grenzen entwickelt. In ihren Werken untersuchte sie die Werke von Philosophinnen und Philosophen wie Francis Bacon, René Descartes, Immanuel Kant, Edmund Husserl, Simone de Beauvoir und Jean-Paul Sartre.

## Übersetzungen
Le Dœuff hat sich mit ihren französischen Übersetzungen Francis Bacons verdient gemacht. Daneben ist auch eine französische Übersetzung von William Shakespeares früher epischer Versdichtung Venus and Adonis (1592) erschienen.

## Hauptwerke
Die Bücher Le Dœuffs sind noch nicht ins Deutsche übersetzt. Die wichtigsten Werke liegen jedoch in englischer Übersetzung vor.
- L'Imaginaire Philosophique (1980), ISBN 978-2-228127509
- Le sexe du savoir (1998), ISBN 978-2-080814616